# Lampria bicincta
Lampria bicincta är en tvåvingeart som beskrevs av Walker 1860. Lampria bicincta ingår i släktet Lampria och familjen rovflugor. Inga underarter finns listade i Catalogue of Life.